# Gardneria linifolia
Gardneria linifolia là một loài thực vật có hoa trong họ Mã tiền. Loài này được C.Y.Wu & S.Y.Pao mô tả khoa học đầu tiên năm 1983.